# Coppa Italia Dilettanti (Fase Interregionale) 1983-1984
La fase Interregionale della Coppa Italia Dilettanti 1983-1984 è un trofeo di calcio cui partecipano le squadre militanti nel Campionato Interregionale 1983-1984. Questa è la 3ª edizione. Le 3 squadre superstiti si qualificano per i quarti di finale della Coppa Italia Dilettanti 1983-1984 assieme alle 5 della fase Promozione.

## Primo turno
| Squadra 1               | Totale      | Squadra 2              | Andata     | Ritorno    |
| ----------------------- | ----------- | ---------------------- | ---------- | ---------- |
| PRIMO TURNO             | PRIMO TURNO | PRIMO TURNO            | 04.09.1983 | 11.09.1983 |
| (TOS) Montevarchi       | 1 – 1 (gfc) | Poggibonsi (TOS)       | 0 – 0      | 1 – 1      |
| (UMB) Nocera Umbra      | 2 – 3       | Tolentino (MAR)        | 0 – 0      | 2 – 3      |
| (LAZ) Viterbese         | 2 – 2 (gfc) | Elettrocarbonium (UMB) | 2 – 1      | 0 – 1      |
| (UMB) Assisi            | 3 – 2       | Angelana (UMB)         | 3 – 2      | 0 – 0      |
| (UMB) Città di Castello | 1 – 2       | Gubbio (UMB)           | 1 – 1      | 0 – 1      |
| (CAM) Savoia            | 1 – 2       | Pomigliano (CAM)       | 1 – 2      | 0 – 0      |
| (BAS) Real Genzano      | 0 – 6       | Bisceglie (PUG)        | 0 – 0      | 0 – 6      |
| (PUG) Grottaglie        | 2 – 1       | Bernalda (BAS)         | 2 – 0      | 0 – 1      |

## Secondo turno
| Squadra 1              | Totale        | Squadra 2              | Andata     | Ritorno    |
| ---------------------- | ------------- | ---------------------- | ---------- | ---------- |
| SECONDO TURNO          | SECONDO TURNO | SECONDO TURNO          | 05.10.1983 | 19.10.1983 |
| (TOS) Montevarchi      | 4 – 0         | Santarcangiolese (E.R) | 1 – 0      | 3 – 0      |
| (UMB) Gubbio           | 1 – 0         | Lanciano (ABR)         | 1 – 0      | 0 – 0      |
| (UMB) Elettrocarbonium | 4 – 2         | Assisi (UMB)           | 2 – 1      | 2 – 1      |

## Terzo turno
| Squadra 1         | Totale      | Squadra 2              | Andata     | Ritorno    |
| ----------------- | ----------- | ---------------------- | ---------- | ---------- |
| TERZO TURNO       | TERZO TURNO | TERZO TURNO            | 09.11.1983 | 23.11.1983 |
| (TOS) Montevarchi | 3 – 3 (gfc) | Seregno (LOM)          | 2 – 0      | 1 – 3      |
| (UMB) Gubbio      | 0 – 5       | Elettrocarbonium (UMB) | 0 – 0      | 0 – 5      |

## Quarto turno
| Squadra 1         | Totale       | Squadra 2              | Andata     | Ritorno    |
| ----------------- | ------------ | ---------------------- | ---------- | ---------- |
| QUARTO TURNO      | QUARTO TURNO | QUARTO TURNO           | 08.12.1983 | 29.12.1983 |
| (TOS) Montevarchi | 3 – 2        | Elettrocarbonium (UMB) | 2 – 0      | 1 – 2      |

## Quinto turno
| Squadra 1         | Totale | Squadra 2     | Andata | Ritorno |
| ----------------- | ------ | ------------- | ------ | ------- |
| (TOS) Montevarchi | 3 – 1  | Nuorese (SAR) | 2 – 0  | 1 – 1   |

## Ottavi di finale
| Squadra 1         | Totale      | Squadra 2           | Andata | Ritorno |
| ----------------- | ----------- | ------------------- | ------ | ------- |
| (TOS) Montevarchi | 1 – 1 (gfc) | Vigor Lamezia (CAL) | 0 – 0  | 1 – 1   |

## Verdetti
Contarina, Leffe e Montevarchi accedono ai quarti di finale della Coppa Italia Dilettanti 1983-1984.